# Agaue (Tochter des Danaos)
Agaue (altgriechisch Ἀγαύη Agaúē, deutsch ‚die Verehrungswürdige‘) ist in der griechischen Mythologie eine der 50, Danaiden genannten, Töchter des libyschen, später argivischen Königs Danaos. Mit Amymone, Automate und Skaia ist sie eine der vier Töchter, die Danaos mit Europe zeugte.
Wie alle Töchter des Danaos wurde Agaue mit einem der Söhne des Aigyptos vermählt und heiratete Lykos. Auch Agaue ermordete wie ihre Schwestern mit Ausnahme der Hypermnestra ihren Gatten in der Hochzeitsnacht.